# Grup OSA
El grup OSA (Sindicat dels arquitectes contemporanis) va ser una associació d'arquitectes del temps de la Unió soviètica que va desenvolupar la seva activitat entre 1925 i 1930. És considerat com el primer grup d'arquitectes constructivistes. Va publicar una revista anomenada SA (per Sovremmennaia Arkhitektura o sigui «arquitectura contemporània»).

## Arquitectura contemporània
Com l'ASNOVA, l'OSA va sortir del corrent avantguardista de l'escola del Vkhoutemas a Moscou. Els fundadors del grup eren Moissei Guínzburg, conegut pel seu llibre Estil i Època (una resposta soviètica a Cap a una arquitectura de Le Corbusier i Alexander Vesnin, pintor, dissenyador i arquitecte. A diferència de les altres associacions anteriors a ells, l'OSA es reclamava Constructivista. Així era efectivament per la seva reivindicació de l'utilitarisme i la seva atenció portada sobre la funció més aviat que sobre la forma, sent això l'aspecte arquitectònic de les experiències del moviment artístic constructivista. L'OSA va ser per molts aspectes, l'ala en l'arquitectura del moviment modernista i socialista Lef, i a instàncies seves va publicar el seu propi diari el 1926.
Fins a la seva fi el 1930 SA publicarà articles sobre assumptes variats entre els quals: un simposi sobre les teulades planes, una publicació especial sobre el color a l'arquitectura i entrevistes amb Le Corbusier, el Bauhaus, Fernand Léger i Kazimir Malèvitx (que era també un col·laborador del diari). La maqueta era en gran part deguda a Alexei Gan que havia dibuixat també el motiu en reixa molt recognoscible de la coberta. De vegades la fotografia era realitzada per Aleksandr Ródtxenko. Com ho havia fet amb els projectes Modernistes realitzats, el diari va publicar projectes experimentals dels estudiants del Vkhoutemas com el projecte per al Comintern de Lydia Komarova, les cases-closques particulars de Sokolov i les obres d'Ivan Leonidov. Els articles publicats al diari eren sobretot centrats sobre Rússia, interessant-se de vegades per Alemanya, posant en evidència les seves afinitats amb la Nova Objectivitat, encara que cap arquitecte de l'OSA mai no fos convidat a contribuir al Weißenhofsiedlung. El grup tanmateix va ser el contrapunt soviètic del grup Der ring alemany: agitant per a l'arquitectura i els mètodes de construcció modernistes, i les polèmiques contra el Classicisme i l'Eclecticisme que finalment van triomfar en el desenvolupament de l'arquitectura estalinista

## Activitats

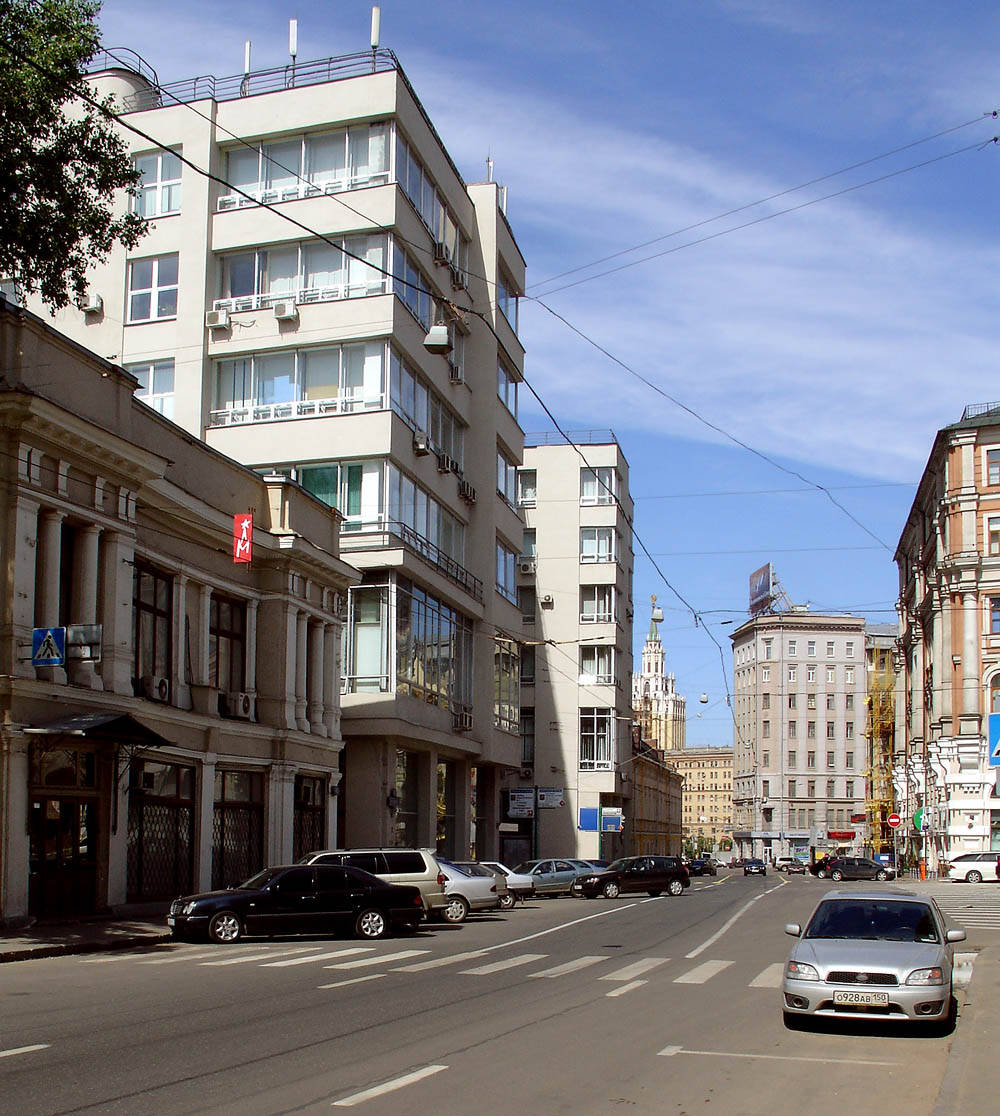
Edifici Gostorg de Boris Velikovsky amb Barsch, Gaken i altres, 1926

Existeixen diversos exemples d'edificis dibuixats per membres de l'OSA a l'URSS. Entre aquests es troben els immobles de Moissei Guínzburg (sobre el passeig Gogolsky a Moscou, un altre a Sverdlovsk i els edificis de Gostrakh i de l'Edifici Del Narkomfin); les obres dels anys 1920 i 30 dels Germans Vesnin com el palau de la cultura de Likhachev, les grans botigues Mostorg a Moscou, el banc Ivano i la central elèctrica Dnieprogues; les obres de Mikhail Barsch com el planérarium de Moscou (en col·laboració amb Sinyakvsky] i els immobles de despatxos de Gostorg (com a membre d'un equip dirigit per Boris Velikovsky); les obres d'Ivan Nikolaev com un complex electrico-tècnic a Moscou (amb Fissenko, aquesta realització ha estat exposada en el moment de l'exposició sobre l'Estil internacional al MOMA el 1932) i una important residència d'estudiants a Moscou; i els habitatges per a obrers dibuixats per Alexandre Nikolski carrer Tracteur a Leningrad.
Les figures majors del grup OSA van ser membres dels CIAM de 1928 a 1933, amb Guínzburg i Nikolaï Kolli com membres de la seva secretaria, el CIRPAC (Comitè internacional per a la resolució dels problemes de l'arquitectura contemporània). Una petita conferència del grup OSA va tenir lloc a Moscou el 1932 amb Sigfried Giedion i Cornelius van Eesteren com oients. La Línia General de Sergueï Eisenstein rellotge dels edificis especialment construïts pel membre de l'OSA Andrey Burov. Els projectes utòpics d'Ivan Leonidov van ser en primer lloc publicats en AS, i la seva naturalesa fantàstica de tecnologia avançada va recollir crítiques ferotges del grup VOPRA dirigit per Arkady Mordvinov i Karo Alabian, forjant el terme «leonidovisme» per atacar aquell grup occidental: en un editorial de 1929 l'AS va defensar vigorosament Leonidov, però pressentia ja el que havia de succeir, amb Mikhail Barsch diana d'una campanya antiburgesa al si del Vkhoutemas.

## De les cases col·lectives al desurbanisme
L'OSA va prendre una posició avantguardista tant respecte a l'urbanisme com a l'arquitectura, posició que a vegades va diferir de la del Partit Comunista. El 1926-29 feien propaganda per les cases col·lectives i van llençar la noció de condensador social. Els arquitectes de l'OSA eren contractats per l'Estat per desenvolupar immobles estàndard (els apartaments Stroikom) en vista d'una producció massiva. No obstant des del 1929 hi va haver un capgirament a l'aparell teòric del grup passant d'una ciutat composta d'immobles col·lectivistes al desurbanisme, potser a causa de les brutalitats observades quan la col·lectivització forçada dels territoris soviètics. Les teories de Mikhail Okhitovitx basades en la utilització dels mitjans de telecomunicació, les carreteres i les infraestructures per crear ciutats difuses i semirurals foren publicades a SA, i les propostes del grup per la ciutat nova de Magnitogorsk foren fetes sota la seva influència, tot i que finalment el preferit va ser el projecte d'Ernst May del grup Der Ring. El debat sobre el desurbanisme va fer que la direcció del grup OSA (notablement Guínzburg) es va posicionar a favor d'aquesta teoria, la qual cosa va tenir conseqüències terribles quan el moviment va ser condemnat pels decrets del Politburo. El diari fou liquidat el 1930, i l'OSA esdevindrà breument la SASS (Secció dels Arquitectes per la Construcció Socialista) abans de ser incorporada al sindicat d'estat dels arquitectes. Els membres del grup continuaran a exercir adoptant l'estil modern fins al 1934 i la inauguració del Realisme socialista. La major part dels membres de l'OSA van sobreviure a les purgues estalinistes, amb l'excepció d'Alexei Gan i Mikhaïl Okhitovitx que van ser assassinats.
Amb la rehabilitació general del Modernisme als anys 1960, les publicacions de SA van ser reimpreses després de decennis de prohibició.

## Alguns membres de l'OSA i col·laboradors a la revistaSA
- Alexander Vesnin
- Moissei Guínzburg
- Mikhaïl Barsch
- Andrey Burov
- Alexei Gan
- Ilya Golossov
- Panteleimon Golossov
- Nikolaï Kolli
- Lydia Komarova
- Le Corbusier
- Ivan Leonidov
- Kasimir Malèvitx
- Nikolaï Krasilnikov
- Ivan Nikolaev
- Alexandre Nikolski
- Mikhaïl Okhitovitch
- Alexandre Pasternak
- Alexander Rodchenko
- Varvara Stepànova